# Никола Бошковић
Никола Бошковић (Орахово у Попову пољу, око 1641 — Дубровник, 18. септембар 1721) био је трговац и сакупљач реликвија.

## Живот
Био је римокатоличке вјероисповијести.
Као млад долази у Дубровник и ступа у службу богатог трговца Рада Глеђевића, код кога је службовао као „ђетић“. У његовој служби је углавном у Новом Пазару учио трговачки занат, након чега постаје самосталан трговац. Његов отац Бошко из Попова га посебним документом регистрованим у Дубровнику 8. јула 1690. осамостаљује и ослобађа очинског надзора. Као већ угледан и богат трговац, жени се Павлом, ћерком богатог трговаца и пјесника Бара Бетере. Током својих трговачких путовања је обилазио српске задужбине и манастире. У манастиру Милешеви је од Турака купио сребрну кутију исписану ћирилицом (con lettere serviane), у којој се чувао комад Христовог крста који је монасима даровала султанија Мара, ћерка деспота Ђурђа. Ова кутија се и данас чува у Дубровнику. У Милешеви је купио и руку Светог Саве (дио моштију), која је изгубљена на путовањима. Историчар Светог Илирика Филип Ричепути, који је у Дубровнику боравио почетком 18. вијека, га је замолио да му укратко опише Рашку и њене манастире. Тако је на основу његових казивања настало дјело (итал. Relatione dei monasterij della provincia di Rassia - Старорашка сјећања).
Имао је деветоро дјеце: Марија, Марија друга, Божо, Баро, Игњат, Петар, Руђер, Антун и Аница.